# Canto para una semilla
Canto para una semilla es un álbum de la banda chilena Inti-Illimani junto con la cantautora Isabel Parra y la actriz (que hace de relatora) Carmen Bunster, lanzado en 1972 por el sello DICAP. Corresponde al séptimo álbum oficial de Inti-Illimani.
Las pistas de este LP están basadas en décimas de Violeta Parra, desarrollándose una estructura de cantata musical (canción-relato, relato-canción) musicalizada por el maestro Luis Advis.
El 14 de octubre de 2003 el álbum es reeditado, publicándose como CD por el sello WEA International.

## Lista de canciones[4][3]
| N.º   | Título          | Escritor(es)              | Duración |  |
| 1.    | «Relato 1»      | Violeta Parra             | 1:02     |  |
| 2.    | «Los parientes» | Violeta Parra, Luis Advis | 4:56     |  |
| 3.    | «Relato 2»      | Violeta Parra             | 1:32     |  |
| 4.    | «La infancia»   | Violeta Parra, Luis Advis | 3:38     |  |
| 5.    | «Relato 3»      | Violeta Parra             | 1:32     |  |
| 6.    | «El amor»       | Violeta Parra, Luis Advis | 5:53     |  |
| 7.    | «Relato 4»      | Violeta Parra             | 1:09     |  |
| 8.    | «El compromiso» | Violeta Parra, Luis Advis | 3:21     |  |
| 9.    | «Relato 5»      | Violeta Parra             | 0:36     |  |
| 10.   | «La denuncia»   | Violeta Parra, Luis Advis | 2:40     |  |
| 11.   | «Relato 6»      | Violeta Parra             | 0:40     |  |
| 12.   | «La esperanza»  | Violeta Parra, Luis Advis | 4:49     |  |
| 13.   | «Relato 7»      | Violeta Parra             | 1:15     |  |
| 14.   | «La muerte»     | Violeta Parra, Luis Advis | 3:33     |  |
| 15.   | «Epílogo»       | Violeta Parra, Luis Advis | 1:41     |  |
| 16.   | «Relato 8»      | Violeta Parra             | 1:17     |  |
| 17.   | «Canción final» | Violeta Parra, Luis Advis | 3:26     |  |
| 43:00 |                 |                           |          |  |

## Otras versiones
Este álbum posee tres versiones posteriores alternativas, también consideradas álbumes oficiales, donde Carmen Bunster es reemplazada por diferentes artistas:
- Canto per un seme, versión italiana de 1978, con Edmonda Aldini.
- Canto para una semilla, también de 1978, con Marés González.
- Chant pour une semence, versión francesa de 1985, con Francesca Solleville.

## Créditos
- Carmen Bunster: relatora
- Isabel Parra

Inti-Illimani
- Max Berrú: voz, guitarra, bombo legüero
- Jorge Coulón: voz, guitarra, tiple, sicu
- Horacio Durán: charango, cuatro, coros
- Ernesto Pérez de Arce: voz, quena, zampoña
- Horacio Salinas: voz, guitarra, dirección musical
- José Seves: voz, guitarra, quena, sicu